# Opsay
Opsay, en gaélique écossais Opasaigh, est une île du Royaume-Uni située en Écosse.